# Evan Williams
Evan Williams (Clarks, 31 de març de 1972) és un emprenedor informàtic estatunidenc que ha fundat diverses empreses a Internet. De les deu empreses més importants d'Internet de principis del segle xxi, dues van ser creades per ell: Blogger, programari de creació personalitzada de blogs posteriorment comprada per Google, i Twitter, on va ser l'executiu en cap.

## Biografia

### Joventut i universitat
Williams va créixer en una granja de Clarks (Nebraska), on els estius ajudava amb la irrigació del cultiu. Va estudiar a la Universitat de Nebraska durant un any i mig, deixant-la per seguir amb els seus projectes personals. Durant el seu any i mig a la Universitat de Nebraska va fer amistat amb Julie Huettner, amb qui va passar el temps lliure dissenyant webs.

### Carrera professional
Després de deixar la universitat va treballar per diferents empreses tecnològiques i empreses emergents a Key West, a Dallas i a Austin, però va retornar amb la seva família a la granja. El 1996 va traslladar-se a viure a Sebastopol (Califòrnia) per treballar per l'empresa de publicitat tecnològica O'Reilly Media. A O'Reilly Media va començar treballant a la secció de màrqueting, però va acabar treballant com a programador informàtic amb un contracte independent (com a treballador autònom lligat a l'empresa), la qual cosa el va portar a treballar també com a autònom per empreses importants del sector com Intel i Hewlett-Packard.

### Pyra Labs i Blogger
Evan Williams i Meg Hourihan van cofundar junts Pyra Labs amb la intenció inicial de fer un programari d'administració de projectes. Una funció d'aquest programari va donar peu a la creació de Blogger, una de les primeres aplicacions web per crear i gestionar blogs. Williams va inventar el terme blogger, fet fonamental en la popularització del terme blog. Tot i la marxa de Hourihan i altres empleats, Pyra Labs va continuar i el 13 de febrer de 2003 finalment va ser adquirida per Google.
El 2003 Williams va ser llistat a la TR100 de la revista Technology Review (publicada per l'MIT) com un dels primers 100 innovadors del món menors de 35 anys i el 2004 la revista PC Magazine el va anomenar «persona de l'any», juntament amb Hourihan i Paul Bausch pel seu treball amb Blogger.

### Odeo
L'octubre de 2004 Williams va deixar Google per fundar Odeo, una empresa de podcàsting. A finals de 2006, Williams va cofundar The Obvious Corporation. amb Biz Stone i altres antics empleats d'Odeo per adquirir totes les propietats prèvies dels anteriors partidaris d'Odeo. L'abril de 2007 Odeo va ser adquirida per Sonic Mountain.

### Twitter
Entre els projectes de The Obvious Corporation hi havia Twitter, un servei de microblogging social i lliure. L'abril de 2007 Twitter es va convertir oficialment en empresa, amb Williams com a cofundador, membre de la junta i inversor. L'octubre de 2008 Williams es va convertir en executiu en cap, rellevant Jack Dorsey, que va esdevenir president de la junta.
Cap al febrer de 2009 Compete.com va classificar Twitter com la tercera xarxa social més utilitzada basada en el seu còmput de 6 milions de visitants mensuals únics i 55 milions de visites mensuals. Fins al 14 d'abril de 2010, Twitter va tenir 105.779.710 d'usuaris registrats. Es calcula que Twitter guanya 300 nous usuaris cada dia, i que rep 180.000.000 de visites úniques mensualment. Un 75% del seu tràfic ve de fora de Twitter.com.
El 4 d'octubre de 2010 Williams va dimitir com a executiu en cap, assolint-ne el càrrec Dick Costolo. L'agost de 2012, amb Biz Stone, van anunciar el llançament de Branch i Medium, dues noves xarxes socials de The Obvious Corporation.